# 网苞蒲公英
网苞蒲公英（学名：Taraxacum forrestii）为菊科蒲公英属的植物，是中国的特有植物。分布于印度以及中国大陆的西藏、云南等地，生长于海拔4,200米的地区，见于干山坡，目前尚未由人工引种栽培。